# Чулууны Далай
Чулууны Далай (монг. Шангас овогт Чулууны Далай; 1930 — 12 июня 2009) — деятель наук Монголии, историк.

## Биография
Родился в 1930 году в сомоне Зэрэг Кобдоского аймака. В 1950 году, окончив среднюю школу при аймачном центре, поступил на исторический факультет Пекинского университета. После окончания учёбы работал преподавателем истории в МонГУ, затем стал учёным секретарём при институте истории МАН, а позже его директором, секретарём при первом посольстве МНР в КНР, учёным секретарём Института по изучению Дальнего Востока, директором Центра изучения Юго-Восточной Азии, директором Института международных исследований. В 1970 году за исследование «Монголия в Юаньский период» получил звание кандидата исторических наук, в 1986 году защитил диссертацию на степень доктора по теме «Монголо-китайские отношения (1949—1984)». Скончался вследствие болезни 12 июня 2009 года.

## Сочинения
- «Краткая история монгольского шаманизма» (Монголын Бөө мөргөлийн товч түүх)
- «Монголия в период империи Юань» (Юань гүрний үеийн Монгол)
- «Всемонгольское государство» (1101—1206) (Хамаг Монгол Улс (1101—1206))
- «История Монголии» (Монголын түүх (1260—1388)
- «Монгольская империя» (Их Монгол Улс (1206—1388))
- «Хан Угедей» (Өгэдэй хаан)
- «История ойрат-монголов» (Ойрад Монголын түүх)

Книги Ч. Далая издавались на русском языке:
- Чулууны Далай. Монголия в XIII—XIV веках. — М.: Наука; Главная редакция восточной литературы, 1983—233 с.